# امبالا صدرا
امبالا صدرا (به انگلیسی: Ambala Sadar) یک منطقهٔ مسکونی در هند است که در هاریانا واقع شده‌است.

## خصوصیات
امبالا صدرا ۱۰۶٬۳۷۸ نفر جمعیت دارد.